# Davide Ballerini
Davide Ballerini (Cantù, 21 de setembro de 1994) é um ciclista italiano membro da equipa Deceuninck-Quick Step.

## Palmarés
- 2014
  - 1 etapa do An Post Rás

- 2015
  - Coppa San Geo

- 2018
  - 1 etapa do Tour de Sibiu[2]
  - Memorial Marco Pantani
  - Troféu Matteotti
  - Prêmio da combatividade do Giro d'Italia

- 2019
  - Jogos Europeus em Estrada

- 2020
  - 1 etapa do Volta à Polónia
  - 2.º no Campeonato da Itália em Estrada

- 2021
  - 2 etapas do Tour La Provence
  - Omloop Het Nieuwsblad

## Resultados em Grandes Voltas e Campeonatos do Mundo
| Corrida            | Corrida            | 2014 | 2015 | 2016 | 2017 | 2018 | 2019 | 2020 | 2021  |
| ------------------ | ------------------ | ---- | ---- | ---- | ---- | ---- | ---- | ---- | ----- |
|                    | Giro d'Italia      | —    | —    | —    | —    | 68.º | —    | 72.º | —     |
|                    | Tour de France     | —    | —    | —    | —    | —    | —    | —    | 108.º |
|                    | Volta a Espanha    | —    | —    | —    | —    | —    | —    | —    | —     |
| Mundial em Estrada | Mundial em Estrada | —    | —    | —    | —    | —    | —    | —    | Ab.   |

—: não participa

Ab.: abandono